# 普斯肯特
普斯肯特（羅馬化：Pskent），是乌兹别克斯坦塔什干州的一个城镇，也是普斯肯特区的首府。在塔什干南面30公里。2016年人口90400人。

## 历史
古称比斯卡特（Biskat/Biskath），该名见于10世纪地理学家伊斯塔赫里的《道里邦国志》中，位于赭石（今塔什干）和费尔干纳之间的商路上，繁荣于10-12世纪。13世纪被蒙古军队摧毁，变成了一小村。在《巴布尔回忆录》中，该地被称作别什干（Bishkint），巴布尔认为这一名字意为“五个村子”，处在“从忽毡去塔什干的大路上”。16世纪，布哈拉汗国阿卜杜拉汗二世下令在此建立了一座经学校，但1890年代为新建大楼缺砖而遭拆除。

## 经济
主要产业为纺织、建筑材料生产（混凝土、水泥等）。

## 著名人物
- 阿古柏，幼年时其母改嫁给普斯肯特村的肉商，在该地长大。[5]